# Kranioplastik
Eine Kranioplastik (von altgriechisch κρανίον krānion, deutsch ‚Schädel‘  und πλαστική (τέχνη) plastikē (tekhnē), deutsch ‚Plastik‘ (als chirurgische Wiederherstellung)) ist eine Operation, bei der ein Defekt oder eine Deformität des Schädels repariert oder wiederhergestellt wird.
Der Eingriff wird nach OPS-301 als 5-020 Kranioplastik klassifiziert.

## Indikation
Hauptindikationen sind die Beseitigung einer entstellenden Schädeldeformation und der mechanischen Verwundbarkeit des Schädels und Gehirnes.

## Methodik

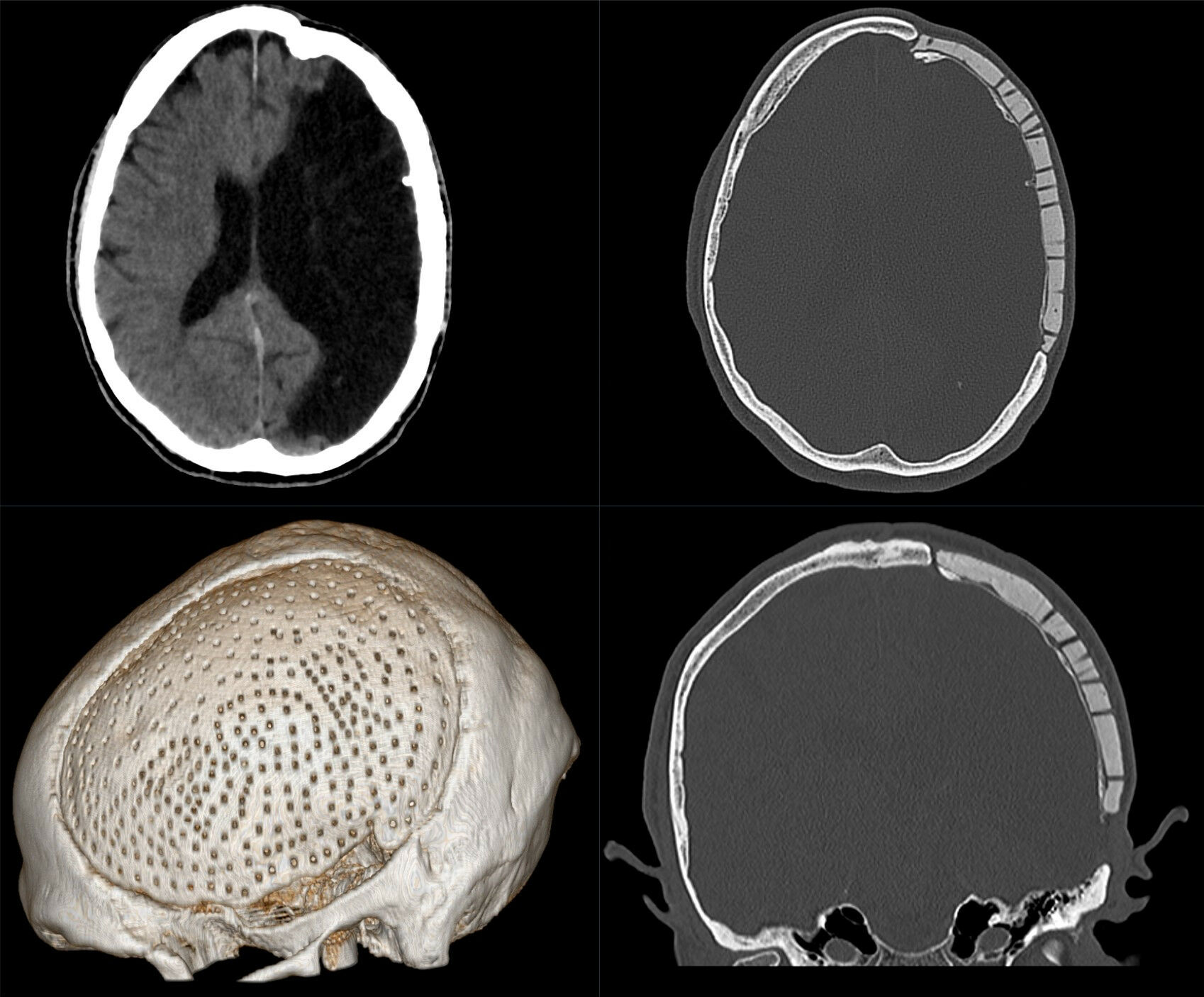
Computertomographie nach Kranioplastik zur Deckung einer großflächigen Trepanation zur Druckentlastung nach Hirninfarkt.

Frühere Verfahren benutzten eine Goldplatte oder Knochen-Transplantate, aktuell kommen Kunststoffe wie Polymethylmethacrylat (PMMA), Metalle wie Titan, verschiedene Keramiken oder bevorzugt körpereigener Knochen, oft der entnommene Knochendeckel bei einer Entlastungsoperation (Kraniektomie), zur Anwendung.
Häufig wird ein der Kontur des Schädels individuell angepasstes Implantat benötigt. Dieses kann durch Laser-Sinter-Verfahren oder anderen 3D-Druckverfahren erzeugt werden.

## Komplikationen
Wie bei jedem operativen Eingriff kann es zu Komplikationen wie  Infektion, Blutung, Nekrose des Transplantates kommen.

## Geschichte
Nach der Trepanation ist auch die Kranioplastik ein sehr alter Eingriff, der bereits um 2000 v. Chr. bei den Inka durchgeführt wurde.
Die vermutlich erste überlieferte Mitteilung einer Kalottenplastik stammt von Gabriele Falloppio, der empfahl, bei Schädelfrakturen den eigenen Knochen wieder zu befestigen, falls die Dura unverletzt geblieben sei. Anderenfalls solle eine Goldplatte verwendet werden.
1668 wurde erstmals von dem holländischen Arzt Job Janszoon van Meekeren (1593–1674) eine Kranioplastik mithilfe einer Knochentransplantation vom Hundeschädel in eine Schussverletzung zur Überbrückung des Schädeldachdefekts bei einem Soldaten beschrieben. Das in Russland eingesetzte Transplantat musste allerdings unter kirchlicher Androhung der Exkommunikation wieder entfernt werden.